# Fred O. Wilson
Fred O. Wilson (* 24. Juli 1903 in Tempe, Arizona; † nach 1962) war ein US-amerikanischer Jurist und Politiker (Demokratische Partei).

## Werdegang
Fred O. Wilson, Sohn von Edna Ozanne und Walter S. Wilson, wurde 1903 im Maricopa County geboren. Sein Vater wurde 1878 in Texas geboren. Walter S. Wilson gehörte zu einer der ersten Abschlussklassen des Tempe State Teachers Colleges. Er unterrichtete in Fort McDowell (Maricopa County) und war 35 Jahre lang als Clerk am Superior Court vom Maricopa County tätig. Miss Ozanne wurde 1880 in Wisconsin geboren und wurde auch Lehrerin. Sie unterrichtete in Tempe und an der Grande Avenue School in Phoenix (Maricopa County). Ihr Vater brachte die Familie 1886 nach Arizona und gründete die Tempe National Bank. Fred O. Wilson besuchte öffentliche Schulen. Er graduierte an der Creighton School in Phoenix und an der Highschool derselben Stadt.
In der Folgezeit studierte er Jura und praktizierte dann als Anwalt. Seine Zulassung am Obersten Gerichtshof der Vereinigten Staaten erhielt er am 24. Mai 1937. Von 1938 bis 1942 lebte er in Washington, D.C. und ging als stellvertretender Justitiar für die Federal Security Agency (FSA) einer Beschäftigung nach. Dann war er zwei Jahre lang in Denver (Colorado) für dieselbe Behörde als Assistant Regional Attorney tätig. In den späten 1940er Jahren bekleidete er eine Reihe von hohen Beamtenpositionen in Arizona: Assistant Attorney bei der Employment Security Commission, Assistant Attorney bei der Arizona Industrial Corporation Commission und als stellvertretender Attorney General von Arizona.
Wilson kandidierte 1944 erfolglos für eine demokratische Nominierung für den Posten des Attorney General von Arizona. Bei den demokratischen Vorwahlen im Jahr 1948 setzte er sich gegen Yale McFate durch. Danach besiegte er in den folgenden Wahlen seinen republikanischen Herausforderer Laurens Henderson. Wilson wurde einmal wiedergewählt. Bei seiner zweiten Wiederwahlkandidatur im Jahr 1952 erlitt er eine Niederlage gegenüber dem Republikaner Ross F. Jones. Wilson bekleidete den Posten von 1949 bis 1953.
Nach dem Ende seiner Amtszeit als Attorney General nahm er wieder seine Tätigkeit als Anwalt auf. Zu jener Zeit lebte er noch in Phoenix. 1954 zog er dann nach Show Low (Navajo County), wo er weiter als Anwalt tätig war. In der Folgezeit wurde er City Attorney in Show Low und Springerville (Apache County). Anfang der 1960er Jahre war er als Navajo County Attorney tätig.